# Nicolò Carandini
Nicolò Carandini (* 6. Dezember 1896 in Como; † 15. März 1972 in Rom) war ein italienischer Politiker in der Mitte des 20. Jahrhunderts. Seine größte Bekanntheit erlangte er als Italienischer Botschafter in Großbritannien zwischen 1944 und 1947. Außerdem war er kurzzeitig Minister in der ersten Regierung Ivanoe Bonomis (Juli bis November 1944) und Präsident der Fluggesellschaft Alitalia von 1948 bis 1968.

## Familie
Andrea Carandini ist Sohn von Nicolò Carandini. Dieser war wiederum Cousin von der Mutter von Christopher Lee (der behauptete auf Anregung von Carandini zum Schauspiel gekommen zu sein).

## Erste politische Betätigung
Carandini machte seine ersten politischen Erfahrungen nach dem Ersten Weltkrieg, als er sich in demokratischen Veteranenverbänden engagierte. Jedoch erst die Heirat mit Elena Albertini, der Tochter des langjährigen Direktors der Tageszeitung Corriere della Sera, Luigi Albertini, brachte Carandini 1926 näher an die Kreise liberaldemokratischer Politiker heran, die sich während der Zeit des Faschismus an den oppositionellen Gelehrten Benedetto Croce und Luigi Einaudi orientierten. Er hatte in den 1930er Jahren auch freundschaftliche Kontakte zum deutschen Botschafter in Rom, Ulrich von Hassell, der sich zunehmend als Gegner des Hitler-Regimes profilieren sollte und 1944 nach dem gescheiterten Attentat Stauffenbergs auf Hitler hingerichtet wurde.
Carandini machte sich während der Zeit des Faschismus vor allem einen Namen durch den Aufbau des Landgutes Torre in Pietra nahe Rom, das er bis zum Zweiten Weltkrieg zu einem landwirtschaftlichen Musterbetrieb Italiens machte. Auf zahlreichen Auslandsreisen, vor allem nach Großbritannien und in die Vereinigten Staaten, konnte er viele Kontakte zum dortigen politischen Establishment knüpfen, die ihm später bei seiner Aufgabe als Botschafter von großem Nutzen sein sollten.

## Im antifaschistischen Widerstand
Die Kreise der demokratischen Opposition zu Mussolini arbeiteten seit 1942, als die italienischen Streitkräfte an allen Fronten in arge Bedrängnis gerieten, verstärkt an Umsturzplänen und auch Carandini wurde zunehmend in diese Aktivitäten einbezogen. Er zögerte jedoch, sich dem Partito d’Azione anzuschließen, den liberale, demokratische und sozialistische Oppositionelle im Sommer 1942 im Untergrund gründeten, da sein Mentor Croce der Initiative skeptisch gegenüberstand. Im Mai 1943 dann ergriff Carandini in Rom die Initiative zur Abfassung und Verbreitung von Flugblättern, in denen unter der Bezeichnung Movimento Liberale Italiano (Liberale Bewegung Italiens) eine Art Programm eines neuen, durch die Lehren aus Diktatur und Krieg gereinigten Liberalismus propagiert werden sollte. Als der faschistische Großrat am 25. Juli tatsächlich Mussolini stürzte, hatte sich bereits eine Kerngruppe jüngerer Liberaler um Carandini gefunden (unter ihnen Leone Cattani, Mario Pannunzio, Franco Libonati, Giambattista Rizzo, Mario Ferrara u. a.), die bereitstand, eine neue Liberale Partei ins Leben zu rufen. Dies geschah gegen anfängliche Widerstände Croces im August (ein genaues Gründungsdatum ist nicht bekannt, jedoch scheint der 9. August am wahrscheinlichsten).
Carandini wurde nach der Besetzung Norditaliens und Roms durch die Deutschen am 9. September als Repräsentant der Liberalen ins antifaschistische Nationale Befreiungskomitee (Comitato di Liberazione Nazionale, CLN) entsandt. Mit dessen Vorsitzenden Ivanoe Bonomi geriet er in eine Auseinandersetzung über die Frage, ob das CLN König Vittorio Emanuele III. anerkennen oder, wie die Linksparteien, vor allem Sozialisten (PSIUP) und Aktionisten (Pd'A) forderten, den Befreiungskampf unter dem Zeichen der Republik als neuer Staatsform für das Nachkriegsitalien fortführen sollte. Carandini war im Gegensatz zur Mehrheit seiner Parteifreunde Republikaner, auch wenn er die Ansicht Croces teilte, der zufolge die institutionelle Frage nach Ende des Krieges in einem Referendum entschieden werden sollte.
Während der Monate der Besetzung Roms geriet Carandini wegen seiner Untergrund-Aktivitäten mehrmals in Gefahr, verhaftet zu werden und konnte sich nur mit Vorsicht in der Stadt bewegen. Sein Gut Torre in Pietra wurde im Frühjahr 1944 von deutschen Soldaten verwüstet. Während dieser Zeit ereignete sich dort auch die Episode um den Carabiniere Salvo d'Acquisto, der einige Bauern vor der Exekution rettete, indem er sich selbst für sie von den Deutschen erschießen ließ. 
Nach der Befreiung Roms am 4. Juni 1944 war Carandini de facto Chef der Liberalen Partei, auch wenn es noch keinen gewählten oder ernannten Vorsitzenden gab. In Neapel hatte der süditalienische Teil des PLI nach dem Eintritt in die zweite Regierung Pietro Badoglios Ende April Giovanni Cassandro zum provisorischen Generalsekretär und Croce selbst zum provisorischen Präsidenten ernannt, was auf einem Kongress vom 2. bis 4. Juni bestätigt wurde. Durch die Vereinigung mit den römischen Liberalen aber wurde diese Aufgabenverteilung hinfällig; nach der Bildung der ersten Regierung Bonomis, in die Ende Juli auch Carandini als Minister anstelle Croces als erster Repräsentant des PLI eintrat, wurde dann Manlio Brosio zum ersten offiziellen Generalsekretär ernannt. In Norditalien waren die Liberalen hingegen immer noch in den Widerstandskampf gegen die Republik von Salò verwickelt, wenn auch in eher zweitrangiger Funktion; die beiden Teile des PLI hatten bis zum Frühjahr 1945 so gut wie keine Kontaktmöglichkeit.
Am 3. September 1944 hielt Carandini eine vielbeachtete Rede im römischen Theater Brancaccio, die als Vorstellung eines liberalen Programms für die Nachkriegszeit aufgefasst wurde. Carandini stellte den Aspekt der sozialen Gerechtigkeit in den Mittelpunkt seiner Ausführungen und distanzierte sich damit deutlich von den bisherigen, rein marktwirtschaftlich orientierten Doktrinen des klassischen Liberalismus, auch wenn er die Kontinuitäten eines Nachkriegsitaliens mit den Traditionen des liberalen Risorgimento im Sinne Croces nicht leugnete. Carandini strebte jedoch eine organische Vereinigung des PLI mit der liberalsozialistischen, von Croce verabscheuten Aktionspartei (Pd'A) und den Schulterschluss mit den Sozialisten an. Dies missfiel vielen seiner Parteifreunde. Kurze Zeit später war der Posten eines ersten Gesandten der neuen italienischen Regierung in London zu besetzen und die Wahl fiel auf Carandini, der durchaus überrascht reagierte, aber letztlich widerwillig akzeptierte.

## Botschafter in Großbritannien
Ende November 1944 trat Carandini seinen neuen Posten in London an, wo er zunächst auf erhebliche Feindseligkeit stieß, betrachtete Großbritannien doch Italien als besiegten Gegner, den es zu bestrafen galt, und nicht als Verbündeten, der sich seit dem Waffenstillstand vom September 1943 durch den Partisanenkrieg und einige Freiwilligenverbände an den Kriegsanstrengungen der Alliierten beteiligte. Erste Fürsprecher fand Carandini vor allem unter Labour-Politikern, allen voran Ernest Bevin, während Premierminister Winston Churchill es ablehnte, ihn zu empfangen. Carandini versuchte, die in England befindlichen italienischen Kriegsgefangenen von der neuen politischen Situation in Italien zu informieren und sie dafür zu gewinnen, sich durch Fabrikarbeit für die alliierten Streitkräfte am Krieg gegen Deutschland und seine Verbündeten zu beteiligen. Nicht alle Gefangenen waren jedoch zu einer solchen Kollaboration bereit. 
Durch häufige Besuche in Rom versuchte Carandini, gleichzeitig sein politisches Engagement im Heimatland weiterzuführen, glaubte er doch, nach wenigen Monaten seine Mission beenden zu können. Er musste jedoch machtlos mitansehen, wie seine Partei von konservativen Kreisen aus dem süditalienischen Großgrundbesitzertum unterwandert wurde und auch seine eigenen Freunde aus der Phase des Untergrundes sich einer Konfrontationspolitik mit den Parteien der Linken zuwandten. Nicht etwa Vertreter des PLI, sondern ein Abgesandter des Pd'A sondierte im März 1945 im Auftrag Ugo La Malfas Carandinis eventuelle Bereitschaft, als Ministerpräsident einer neuen Regierung nach der Befreiung Norditaliens zu fungieren. Da dieses Amt jedoch in jener schwierigen Phase als ausgesprochener "Schleudersitz" galt, verzichtete Carandini von vornherein und es folgte auch keinerlei offizielle Anfrage mehr. Er begrüßte hingegen im Juni die Wahl Ferruccio Parris von der Aktionspartei als Kompromisskandidat der zerstrittenen CLN-Parteien. 
Dementsprechend negativ reagierte Carandini darauf, dass es seine eigenen Parteifreunde waren, allen voran Generalsekretär Leone Cattani und Mario Pannunzio, Chefredakteur der Parteizeitung Risorgimento Liberale, die Ende 1945 eine Kampagne gegen Parri starteten und im November seinen Sturz provozierten. Die Einwände Carandinis, per Brief aus London der Parteidirektion übermittelt, wurden ignoriert oder als Meinung eines aufgrund seiner physischen Abwesenheit vom Ort des Geschehens Inkompetenten abgetan. Ihm blieb nichts übrig, als sich dem Vorgehen seiner Partei zu fügen.
1946 gehörte Carandini zur italienischen Delegation bei den Friedensverhandlungen in Paris und New York, konnte jedoch nicht verhindern, dass Italien als besiegte Nation behandelt wurde. Besondere Anerkennung erwarb er sich als Unterhändler bei den italienisch-österreichischen Gesprächen über das Südtirol-Statut in der zweiten Jahreshälfte. Ministerpräsident Alcide De Gasperi, mit dem Carandini freundschaftlich verbunden war, wollte ihn daher Anfang 1947 als Außenminister in seine dritte Regierung holen, was dieser jedoch ablehnte, da er mittlerweile jeglichen Rückhalt in seiner Partei verloren hatte. Bezeichnenderweise intervenierten in jenen Tagen im Januar viele der führenden Liberalen persönlich im Hause Carandinis, um ihn von einem solchen Schritt abzuhalten, beteiligten sich doch an der Koalition auch Sozialisten und Kommunisten, gegen die der PLI schon seit Monaten propagandistisch zu Felde zog.
Ebenfalls aus der Ferne hatte sich Carandini trotz anfänglicher Zweifel an den Wahlen zur Verfassunggebenden Nationalversammlung am 2. Juni 1946 beteiligt. Einzige Wahlkampfaktion war sein Erscheinen auf dem III. Parteikongress des PLI in Rom Ende April gewesen, wo er sich für eine sektoriell begrenzte Planwirtschaft einsetzte und abermals in heftigen Widerspruch zu den Vertretern des klassischen marktwirtschaftlichen Liberalismus geriet. Sein errungenes Mandat überließ er nach kurzem Überlegen Renato Morelli aus Neapel, während er die Fortsetzung seiner Mission in London vorzog. Im Juli gab er unter Protest gegen den Kurs seiner Partei auch die im April übernommene Vize-Präsidentschaft ab. Croce hatte eigentlich ihn als seinen Nachfolger an der Spitze der Liberalen ausersehen, doch nun wurden die Differenzen zwischen beiden Männern immer unüberbrückbarer, so dass sie monatelang überhaupt nicht mehr miteinander kommunizierten.

## Rückkehr nach Italien
Erst im Herbst 1947 kehrte Carandini endgültig aus London zurück. In Italien war er mittlerweile der Öffentlichkeit kaum mehr bekannt und auch von seiner Partei wurde er praktisch ignoriert, bis Mario Ferrara in einem Artikel im Risorgimento Liberale an die Verdienste des Ex-Botschafters erinnerte. Da inzwischen der PLI den monarchisch-konservativen PDI aufgenommen hatte, war das politische Epizentrum der Partei derart weit nach rechts gerutscht, dass auch die ehemalige Parteiführung um Cattani und Pannunzio sich nunmehr in einer 'linken' Opposition sahen. Im Vorfeld des IV. Parteikongresses Ende 1947 wurde daher Carandini wieder als vermeintliche Führungsfigur einer parteiinternen, linken Minderheit entdeckt und es kursierten Gerüchte, er solle von einer Mitte-links-Mehrheit zum neuen Generalsekretär gewählt werden. Tatsächlich aber gewann die Rechte die Kongressmehrheit und das Amt ging an deren Führungsfigur Roberto Lucifero. Carandini versuchte einige Wochen, die unentschiedenen Teile der Parteimitte auf seine Seite zu ziehen, verließ aber Anfang Januar 1948 den PLI, als diese Versuche gescheitert waren.
Carandini schien zunächst mit dem Gedanken zu spielen, eine eigene Partei zu gründen. Allerdings war er nicht bereit, irgendeine bedeutungslose Splitterpartei ins Leben zu rufen, sondern wollte vielmehr eine Vereinigung aller laizistisch-demokratischen und sozialreformistischen Kräfte zwischen den großen Parteiblöcken der Kommunisten und Sozialisten einerseits und der Christdemokraten andererseits erreichen, eine Dritte Kraft, die von den Sozialdemokraten Giuseppe Saragats über die Republikaner Ugo La Malfas und die zerstreuten Überreste der aufgelösten Aktionspartei bis hin zu seinen linksliberalen Weggefährten um Cattani und Panfilo Gentile reichen sollte. Diese hatten sich indes in der Kultur-Bewegung Rinascita Liberale zusammengefunden und verfolgten die Idee, diese zu einer liberalen Konkurrenzpartei zum PLI auszubauen. Nur langsam kamen sich die verschiedenen liberalen Dissidenten näher, je mehr sie erkannten, dass weder eine Dritte Kraft, noch eine neue liberale Partei realistisch waren. Der Dritte-Kraft-Kongress in Mailand nur zwei Wochen vor den Parlamentswahlen des 18. April hatte deutlich gemacht, dass von Seiten der Sozialdemokraten und Republikaner keine gegen die DC gerichtete Politik zu erwarten war und zudem die liberalen Dissidenten unter den übrigen potentiellen "Drittkräftlern" eher argwöhnisch betrachtet wurden.

## Die Dissidentenbewegung MLI
So kam es schließlich am 21. Juni 1948 in Mailand auf Betreiben Carandinis und Mario Ferraras zur Gründung des 'Movimento Liberale Indipendente' (MLI) mit wenigen hundert Anhängern vornehmlich in Norditalien. Aber schon bald klafften die Interessengegensätze unter den Mitgliedern wieder auseinander, vor allem nach dem überraschenden Sturz Luciferos an der Spitze des PLI im Oktober. Viele sahen im neuen gemäßigten Generalsekretär Bruno Villabruna einen Garanten einer inhaltlichen Erneuerung und einer Wiederherstellung des alten Gleichgewichts der Kräfte im PLI und kehrten wieder in die Partei zurück, während ein Kern um Carandini die Bewegung aufrechterhielt mit dem Ziel, doch noch eine Dritte Kraft, eventuell auch unter Beteiligung des PLI, zu vermitteln. Nur wenn die Partei selbst eine derartige Initiative ergriff, so Carandini, sei an eine Wiedervereinigung mit dem MLI zu denken.
Tatsächlich fasste der V. PLI-Kongress im Juli 1949 einen derartigen Beschluss, dem jedoch keine weiteren Schritte folgten. Gegen Ende des Jahres versuchte Carandini aktiv, und begleitet von einer Pressekampagne der Wochenzeitung Il Mondo, seit Februar von Pannunzio herausgegeben, auf Saragat und La Malfa einzuwirken, gemeinsam aus der Regierung mit der DC auszutreten und eine Dritte Kraft als laizistisches Korrektiv zur übermächtigen Regierungspartei zu gründen, der sich sodann auch die Liberalen anschließen würden. Im November richtete Saragat seinerseits eine Einladung an Carandini und den MLI, Gespräche aufzunehmen; die folgende Spaltung der Sozialdemokraten und die Regierungstreue der Republikaner aber machten sogleich jede Hoffnung zunichte.
Im Januar 1950 trat hingegen, überraschend für Carandini, der PLI aus der Regierung aus und definierte seine Position fortan als 'konstitutionelle Opposition'. Villabruna war bemüht, dieser Position eine laizistisch-zentristische Ausrichtung zu geben, was jedoch auf starken Widerstand in den eigenen Reihen stieß. Viele Liberale verstanden sich als konservative Opposition und zum Teil suchten sie die Nähe zu Monarchisten und gelegentlich gar zu Neofaschisten mit zweifelhafter Verfassungstreue. Gespräche zwischen Carandini und Villabruna über eine Vereinigung von PLI und MLI scheiterten aber nicht nur daran; wollte Carandini eine Art 'Urversammlung' aller liberalen Kräfte Italiens mit dem Ziel der Gründung einer neuen liberalen Rahmenorganisation mit föderaler Struktur, so strebte Villabruna die schlichte Reintegration der Dissidenten in die bestehenden Strukturen des PLI an. Eine darauffolgende Initiative Carandinis zur Sammlung aller Demokraten außerhalb des PLI scheiterte zwischen März und Mai 1950 ebenfalls kläglich.

## Liberale Wiedervereinigung
Erst Anfang 1951 begann, ausgelöst von einem Zeitungsartikel Ferraras, eine neue Debatte um die liberale Wiedervereinigung. Die Vereinigung der beiden sozialdemokratischen Parteien im April lieferte dafür die Vorlage. Hielt Carandini die Debatte für unangebracht und verfrüht, so zeigte sich hingegen Villabruna nun entschlossen, eine große liberale Erneuerungsinitiative vorzunehmen – mit oder ohne den MLI. Gestützt auf teils spektakuläre Wahlerfolge des PLI bei den Kommunalwahlen im Mai/Juni und einen öffentlichen Brief verschiedener unabhängiger Parlamentarier des liberalen Umfelds um Aldo Bozzi zugunsten einer liberalen Vereinigung, konnte der Generalsekretär im Juli seine Initiative in konkrete Verhandlungen verschiedener liberaler Gruppen umsetzen, an denen auch einzelne Abtrünnige des MLI, allen voran Gentile, teilnahmen. Carandini reagierte zunächst unsicher, schaffte es aber schließlich, auf einer Versammlung im September in Mailand, eine größere Gruppe unabhängiger Liberaler hinter sich zu scharen, die seine Forderung nach einer neuerlichen Festlegung des PLI auf eine Dritte Kraft, sowie seine strikte Ablehnung des Monarchismus zur Bedingung einer Teilnahme am Vereinigungsprozess machten. Tatsächlich ging Villabruna auf die Forderungen ein, hatte er doch eingesehen, dass Carandini, Cattani und Pannunzios 'Il Mondo' außerhalb der Partei ein kontinuierliches Protestpotential bleiben würden und seine Initiative ohne ihre Integration unglaubwürdig war.
Im Dezember 1951 trat Carandini und sein verbliebener Anhang wieder in den PLI ein. Schon bald aber nahmen die Konflikte mit den Exponenten einer neuen, ökonomischen Rechten aus Norditalien zu, die mit der Vereinigung stärker denn je in die Partei geströmt war. Auf dem Parteikongress im Januar 1953 wurde ein Wirtschaftsprogramm verabschiedet, dass maßgeblich von Giovanni Malagodi erarbeitet worden war und sich als konträr zu den sozialreformistischen Ansätzen Carandinis erwies. Beide kandidierten in Mailand für die Wahlen im Juni, doch während Malagodi triumphal ins Parlament einzog, verfehlte Carandini ein Mandat nur um wenige Stimmen. Auch die übrigen Vertreter der Liberalen Linken fielen dem insgesamt enttäuschenden Ergebnis des PLI zum Opfer; die Politik Villabrunas einer engen Anlehnung an die Sozialdemokraten und die Etablierung einer Mitte-Links-Mehrheit innerhalb der Partei war gescheitert. Ende des Jahres kam es zu öffentlichen Auseinandersetzungen der Parteiflügel in der Presse, während Malagodi immer mehr Einfluss in der Parteiführung gewann. Dennoch wurde Villabruna im Dezember noch einmal als Generalsekretär bestätigt, jedoch nur aufgrund des Umstands, dass die Kandidatur Malagodis von der Parteirechten vorgeschlagen worden war, dieser sich aber vor allem durch die Parteimitte unterstützen lassen wollte.
Nachdem Malagodi schließlich um März 1954 doch die Nachfolge des in die Regierung gewechselten Villabruna angetreten hatte, geriet Carandini mit seiner kleinen Gruppe linksliberaler Opponenten vollends ins Abseits und antwortete mit der Bildung autonomer Gruppenstrukturen innerhalb der Partei. Bis zum Sommer 1955 kam es in der Presse zu heftigen Schlagabtauschen zwischen linker Opposition und Parteiführung. Carandini und die seinen hielten Malagodi vor, im Sold der Arbeitgebervereinigung Confindustria zu stehen und damit die Partei an bestimmte industrielle Interessen verkauft zu haben. Auch Villabruna stimmte nach seinem Rücktritt als Minister in diese Kritik mit ein und versuchte, die alten Bastionen seiner Zeit als Generalsekretär wiederzubeleben, jedoch vergeblich. Im Dezember trat die gesamte Gruppe um Carandini und Villabruna aus dem PLI aus und gründete die Radikale Partei, der sich auch Vertreter der 'aktionistischen' Diaspora und einzelne Sozialdemokraten anschlossen.